# 大伴像見
大伴 像見（おおとも の かたみ）は、奈良時代の貴族・歌人。名は形見、方見とも記される。官位は従五位上・左大舎人助。

## 経歴
天平宝字8年（764年）藤原仲麻呂の乱終結後に行われた叙位にて従五位下に叙爵する。神護景雲3年（769年）左大舎人助に任ぜられ、光仁朝の宝亀3年（772年）従五位上に昇叙された。
『万葉集』に5首の和歌作品が採録されている。勅撰歌人として『拾遺和歌集』にも2首が採られている。

## 官歴
『続日本紀』による。
- 時期不詳：正六位上
- 天平宝字8年（764年） 10月7日：従五位下
- 神護景雲3年（769年） 3月10日：左大舎人助
- 宝亀3年（772年） 正月3日：従五位上